# Mosedale Beck (Swindale Beck)
Der Mosedale Beck ist ein Wasserlauf im Lake District, Cumbria, England.
Der Mosedale Beck entsteht nördlich des Tarn Crag. Er fließt zunächst in östlicher Richtung später auch in nördlicher Richtung bis zum Zusammentreffen mit dem Hobgrumble Gill, wo er den Swindale Beck bildet.